# Pomós
Pomós (grec moderne : Πωμός) est un village chypriote situé dans le district de Paphos et comptant plus de 448 habitants.